# Ali Abdulsalam
Ali Abdulsalam, född 12 oktober 1986, är en svensk skådespelare av kurdisk härkomst. Han spelade huvudrollen Azad i filmen Hoppet.